# Bärätare
Bärätare (Rhagologus leucostigma) är en säregen tätting som numera placeras i både ett eget släkte och egen familj, Rhagologidae. Den förekommer enbart på Nya Guinea.

## Kännetecken

### Utseende
Bärätaren är en 15-16 centimeter lång fågel där honan är mer färgglad än hanen, mörkt olivfärgad med rostfärgat ansikte. Fjäderdräkten är streckad och fläckig i vitt och rostrött. Hanen liknar honan längst i väster men mer dämpad, i övriga områden smutsigt olivgrå med svagt gråfläckat ansikte. Ungfågeln är mörkbrun.

### Läte
Bärätarens sång är unik: en trastlik, långsam och högljudd visslad serie med fem till 13 toner.

## Utbredning och systematik
Bärätaren förekommer endast på Nya Guinea och delas in i tre underarter med följande utbredning:
- Rhagologus leucostigma leucostigma – nordvästra Nya Guinea (Arfak och Tamrau)
- Rhagologus leucostigma novus – norra Nya Guinea (Weyland och Nassau)
- Rhagologus leucostigma obscurus – bergstrakter på centrala och sydöstra Nya Guinea och Huonhalvön

Underarten novus inkluderas ofta i nominatformen.

### Släktskap
Tidigare fördes den till familjen visslare (Pachycephalidae), men genetiska studier visar att den istället är en del av en grupp med både afrikanska, asiatiska och australiska fågelfamiljer som busktörnskator, vangor, ioror och svalstarar.

## Levnadssätt
Bärätaren är en tystlåten, tillbakadragen, skogslevande fågel som är svår att få syn på. Den förekommer i lägre bergsskogar, ibland även i ungskog, mellan 820 och 2 550 meters höjd men huvudsakligen över 1 500 meter. Den lever huvudsakligen av frukt, men ses trots det sällan vid fruktbärande träd, varför den antas istället födosöka i buskage, småträd och klätterväxter. Hanar med förstorade testiklar har observerats i juli. Den vävda boskålen placeras två till tre meter upp i en grenklyka. Däri lägger fågeln endast ett gräddvitt fläckigt ägg.

## Status och hot
Arten har ett stort utbredningsområde, men tros minska i antal, dock inte tillräckligt kraftigt för att den ska betraktas som hotad. Internationella naturvårdsunionen IUCN listar arten som livskraftig (LC).  Världspopulationen har inte uppskattats men den beskrivs som mindre vanlig.

## Namn
Arten kallades tidigare mesvisslare, men har tilldelats ett nytt svenskt trivialnamn efter att det framkommit att arten trots allt inte är en visslare. Bärätare är en direktöversättning av släktesnamnets Rhagologus.